# Rhynchoedura ornata
Espèce
Synonymes
- Diplodactylus paraornatus Wells & Wellington, 1984

Rhynchoedura ornata est une espèce de geckos de la famille des Diplodactylidae.

## Répartition
Cette espèce est endémique d'Australie. Elle se rencontre loin des côtes, dans des milieux arides voire désertiques de l'Australie-Occidentale, de l'Australie-Méridionale, du Territoire du Nord, du Queensland, de la Nouvelle-Galles du Sud et du Victoria.

## Description
C'est un gecko nocturne qui a un aspect élancé, avec de fines pattes et une queue plutôt épaisse.

## Publication originale
- Günther, 1867 : Additions to the knowledge of Australian Reptiles and Fishes. Annals and Magazine of Natural History, ser. 3, vol. 20, p. 45-68 (texte intégral).